# خيط الحياة (فلم)
أول فيلم رسوم متحركة سوري طويل، صنع بأياد سورية، و بجودة فنية عالية وإخراج مميز ومضمون قيم وممتع ومشوق يتلخص في تقديم درس عن الحياة للأطفال و الكبار من كل الأعمار.[بحاجة لمصدر]

## القصة
علاء طفل في العاشرة ، متفوق في المدرسة ، توفي أبوه و ترك له أما وحيدة لا عائل لها ، فكانت تعمل في تطريز العباءات لتعيل طفلها .. اليتم و الفقر و عذاب الأم في كفاحها ، ثلاثة أمور تضافرت لتجعل من علاء طفلا حزينا ، يحلم كل يوم بأن يكبر و يحمل عن أمه أعباءها ..حلم علاء تحقق يوماً ، بفضل أصدقائه الحكماء من الحيوانات الذين يؤنسونه في منزله الريفي ، فقد اقتاده الطائر سمسم و السلحفاة الحكيمة في مغامرة مدهشة إلى عجوز الزمن الطيبة التي تمنح علاء خيط الحياة السحري الذي كلما شده ، تقدم به الزمن إلى الأمام .
كان على علاء أن يشد الخيط ليتحقق حلمه فيخرج من بؤسه ، لكن سحر الخيط كان يخلص علاء من مشكلته الآنية بنقله هو و عالمه إلى المستقبل .. و قد تحقق الحلم العجيب ، فقد انتقل علاء إلى المستقبل ، و وجد نفسه شابا قويا قادرا على العمل و إعالة أمه .. كانت فرحة علاء لا تقدر ، و تحول الخيط السحري إلى رفيقه في رحلة الحياة الصعبة ، و لم يكن علاء يلجأ إليه إلا عند الضرورة فيقفز به إلى المستقبل سنوات قليلة ، و ينقل معه أصدقاءه و رفاق دربه .. و قد حز في نفسه أن يفارق بعضهم الحياة ، لكن مشكلة كبيرة واجهته و وقف أمامها مكتوف اليدين ، عندما ذهب ابنه ليقاتل كجندي دفاعا عن الوطن .. وقف علاء خائفا و حائرا ..خائفا على ابنه الذي قد يستشهد في المعركة و حائرا في نفس الوقت.. هل يشد الخيط السحري ؟ ماذا عليه أن يفعل ؟ فكر علاء، و لم يجد أمامه إلا حلا واحدا ، هو أن يعود إلى طفولته و أن يعيش حياته

## قراءة في المضمون
الفكرة في حد ذاتها جديرة بالتقدير و أحلام الأطفال تحملهم دائما إلى عوالم أخرى ، بعيدا عن مشاكلهم و مصاعبهم ، لكن علاء ، الذي يبحث عن الحياة السهلة ، و الذي يستصعب مواجهة مشاكله ، أدرك من خلال حياته المستقبلية أن مشاكل الحياة لا تنتهي ، و أن الخيط السحري ليس حلا .. ففضل بعد تجربته أن يعود إلى بؤسه و متاعبه الصغيرة ليواجهها و يعيش حياته من خلالها .. إنها رسالة تستحق التقدير .. رسالة استطاعت كاتبة النص أن توصلها إلى الطفل بالطريقة السمعية البصرية ، و عن طريق الأحداث الممتعة و المشوقة و المؤلمة و المفرحة ، لتتسلل إلى أعماقه و لترسخ في ذهنه مفهوما جديدا يدفعه لمواجهة متاعبه بشجاعة و صبر .
إن الكرتون السوري على قلته يحمل رسائل تربوية هادفة و لكنه لا يزال يحتاج إلى الكثير من الدعم

## بصمة عربية
- الأزياء عربية ، و الوجوه و الملامح كذلك ، بل حتى البيوت و الأسواق ، كل ذلك يوحي بأن أحداث الفيلم تدور في بلد عربي .. فكما قالت المخرجة رزام حجازي ، فإن الطفل العربي الذي سيشاهد الفيلم سيتخيل أن علاء يشبه ابن حارته ، بل سيشعر بأن علاء شخص مألوف ، فالسوق الذي يظهر في الفيلم كسوق الحميدية يشبه خان الخليلي في مصر و الأسواق في الدول العربية ..

- تطريز العباءات من المهن القديمة و التي أصبحت نادرة جدا في عصرنا الراهن نظرا لظهور آلات الخياطة الإلكترونية

- الديكور ، و المنازل و الفرش كلها توحي بالبيئة العربية

- العلاقات الاجتماعية و التآخي تميز مجتمعاتنا العربية

## قالوا عن خيط الحياة
وصف موقع مهرجان سيسلي للأفلام فيلم خيط الحياة "باللؤلؤة الحقيقية"

## بطاقة عن الفيلم
- مدة العرض : 83 دقيقة
- القصة:من الأدب الشعبي العالمي
- السيناريو : ديانا فارس
- إخراج : رزام حجازي
- الموسيقى : سيمون أبو عسلي
- المنتج : مناع حجازي
- الإنتاج : مؤسسة تايغر بروداكشن بتعاون و دعم من مؤسسة السينما السورية
- سنة الإنتاج : 2005

## الجوائز و المهرجانات
- - جائزة لجنة تحكيم الأطفال الدولية
- - الجائزة الذهبية لأفضل فيلم في مهرجان القاهرة الدولي السابع عشر لأفلام الأطفال
- - شهادة تقدير من مهرجان سيسلي للأفلام في ولاية ميامي الأمريكية
- - استحسان دولي بعد المشاركة في تظاهرة السينما العالمية بمهرجان لندن